# Hydraschema veruta
Hydraschema veruta är en skalbaggsart som beskrevs av Lane 1966. Hydraschema veruta ingår i släktet Hydraschema och familjen långhorningar. Inga underarter finns listade i Catalogue of Life.